# Seznam španskih generalov
Seznam španskih generalov.

## A
José Fernández Villa Abrille - Alfonso Armada - Millán Astray - Sancho d'Avila - 

## B
Domingo Batet -

## C
Gonzalo Fernández de Córdoba -
Ramón de Cardona - 
Francisco de Carvajal - (Pasqual Cervera y Topete - admiral)

## F
Manuel Fraga Iribarne - Ramón Franco (letalski pionir) -
Francisco Franco y Bahamonde -

## G
Manuel Goded Llopis - Manuel Gutiérrez Mellado?

## H
Emilio Herrera Linares -

## I
Antonio Ibáñez Freire (1913–2003)

## L
Queipo de Llano - 

## M
José Miaja - Gomez Moreto - Pablo Morillo - Jaime Milans del Bosch

## P
Claridad Pita - Miguel Nuñez de Prado -

## R
Primo de Rivera -

## S
Enrique Salcedo - Francisco Serrano Domínguez Cuenca y Pérez de Vargas (maršal) - 
Manuel Fernández Silvestre -

## T
Antonio Tejero (polkovnik) - Juan Bautista Topete (admiral)

## V
José Enrique Varela - Manuel Villacampa -

## W
Valeriano Weyler -